# شره رقمي

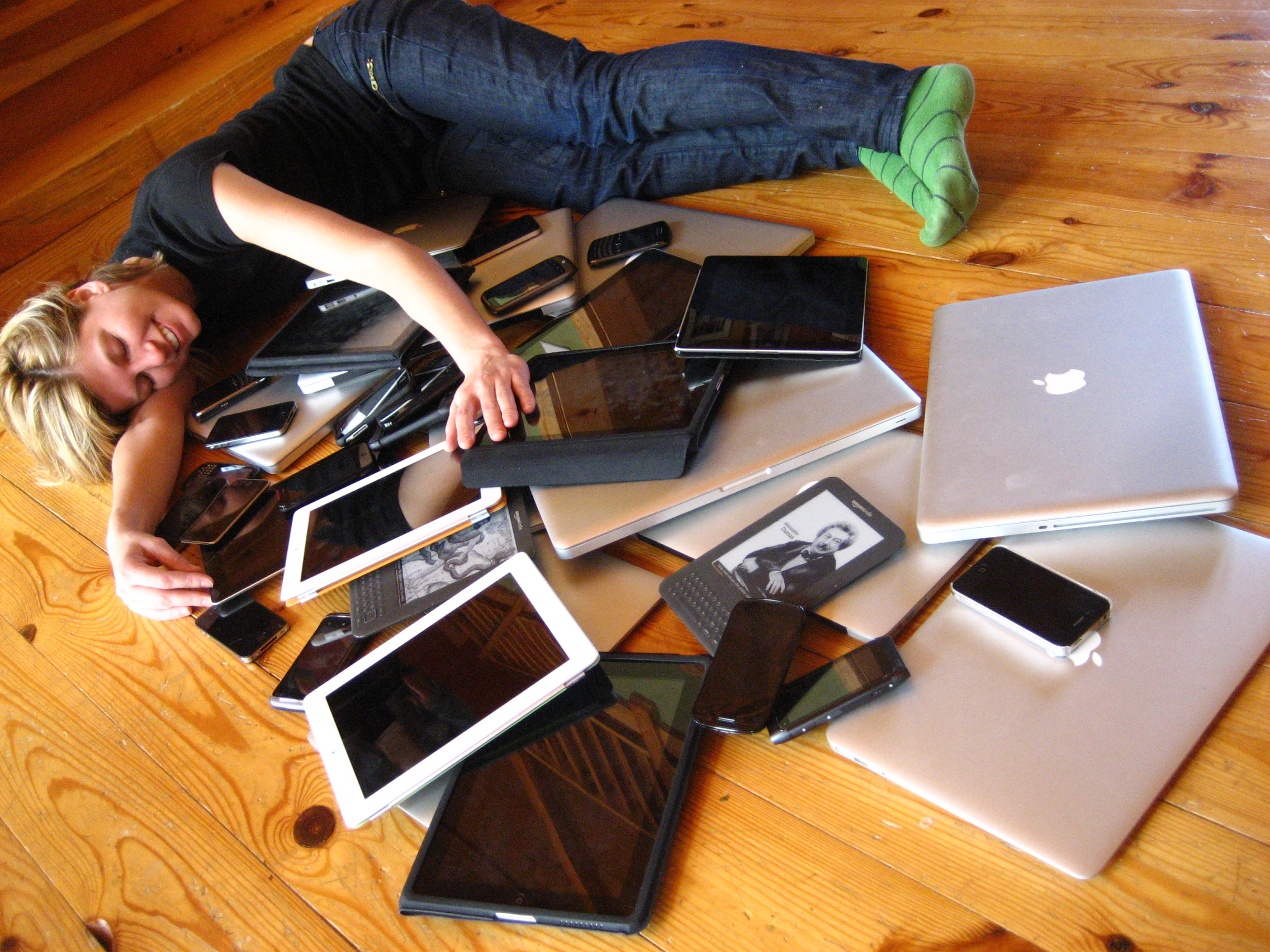
احتضان العديد من الأجهزة

الشره الرقمي مصطلح وصفي يهدف إلى تسجيل الأنماط العشوائية والمتكاملة التي يستخدمها المستهلكون للوصول إلى الشبكة العنكبوتية العالمية. ويعكس هذا الميم (امتداد بريد الإنترنت متعدد الأغراض) «شهرة الهواتف الذكية وظهور أجهزة الحاسوب اللوحية وغيرها من الأجهزة التي تستخدم شبكة الويب، والتي تسمح للمستخدمين بالوصول إلى المحتويات الإعلامية من خلال العديد من النقاط اللمسية أثناء مسار حياتهم الرقمية اليومية.»
ومع امتلاك الهواتف المحمولة لأجهزة وسائط متعددة بشكل متزايد، سيستمر استخدام الوسائل متعددة المنصات لإعادة تشكيل الأفق الرقمي، سواء فيما يتعلق بنوع المحتويات الإعلامية التي يستخدمونها وطريقة استخدامها.
وفقًا لاستطلاع رأي حديث أجري في عام 2011 نسخة محفوظة 13 ديسمبر 2011 على موقع واي باك مشين. بواسطة شركة كومسكور (ComScore)، فإن «الهواتف الذكية وأجهزة الحاسوب اللوحية تتسبب في حوالي 7% من كل حركة المرور الرقمية في الولايات المتحدة، حيث يعزى ثلثا هذا النمو إلى الهواتف الذكية وحدها.» واليوم، يستخدم نصف مستخدمي الهواتف المحمولة في الولايات المتحدة وسائل الإعلام المتنقل، لترتفع نسبة الاستخدام إلى 19% مقارنة بالعام الماضي ليزيد عدد المستخدمين عن 116 مليون نسمة. وهذا النمو متوقع أن يزيد مع امتلاك 36.1% من الأمريكيين الذين تزيد أعمارهم عن 13 عامًا الآن لهواتف ذكية.
ويعد الشره الرقمي ظاهرة عالمية تسببت في 5% من حركة الإنترنت عبر كل الأجهزة بخلاف أجهزة الحاسوب في عام 2011. وتأتي سنغافورة في المقدمة بنسبة 7.2%، في حين أن الولايات المتحدة والمملكة المتحدة كليهما سجلتا 6.8% وأكملت أستراليا وكندا قائمة أكبر خمس أسواق عالمية بنسبة 5.3% و4.4% على التوالي.
ومن خلال النظر بشكل أكثر تعمقًا في نسبة 6.8% من تصفح الويب عبر أجهزة الحاسوب الشخصي في الولايات المتحدة، نلاحظ أن نسبة 64.4% تأتي من الهواتف المحمولة، و28.1% من أجهزة الحاسوب اللوحية و7.5% تأتي من أجهزة أخرى مثل أنظمة الألعاب وأجهزة قراءة الكتب الإلكترونية.
وهذا يعني أنه في الولايات المتحدة، تأتي نسبة 4% من إجمالي تصفح الويب من الهواتف الذكية، في حين تأتي نسبة 1.6% من هذا الإجمالي من أجهزة الحاسوب اللوحية. وفي حين أن هذه الأرقام ضئيلة، إلا أنها تشير إلى الطريقة التي يبدل فيها الناس استخدامهم للأجهزة عبر أجزاء اليوم المتنوعة.
ويوضح تحليل يظهر الطريقة التي يستعرض بها المستخدمون في الولايات المتحدة المحتويات الإخبارية على أجهزة مختلفة على مدار اليوم تأثير الأجهزة على طريقة استخدام الناس للمحتويات. في صباح أيام الإجازات الأسبوعية المعتادة، يمكن لمعتادي الشره الرقمي الوصول إلى الأخبار باستخدام أجهزة الحاسوب اللوحية الخاصة بهم، في حين أنهم يفضلون استخدام أجهزة الحاسوب الشخصية أثناء يوم العمل، ثم العودة إلى أجهزة الحاسوب اللوحية في المساء، حيث يصل استخدامها إلى الذورة بين الساعة التاسعة مساءً ومنتصف الليل. ويتم استخدام الهواتف المحمولة من أجل تصفح الويب أثناء اليوم عندما يبتعد المستخدمون عن أجهزة الحاسوب الشخصي الخاصة بهم.

## تأثير الأجهزة المتصلة على الاستهلاك الرقمي
يؤدي تزايد إتاحة شبكات واي فاي وتبني الاعتماد على النطاق العريض المتنقل إلى تغيير طريقة الاتصال بالإنترنت اليوم. «في أغسطس عام 2011، كان أكثر من ثلث (37.2%) حركة المرور الرقمية الأمريكية التي كانت تأتي من الهواتف الذكية تأتي عبر اتصالات واي فاي، في حين أن أجهزة الحاسوب اللوحية، التي تتطلب بشكل تقليدي اتصال واي فاي للوصول إلى شبكة الإنترنت، تزيد من حركة المرور على الإنترنت باستخدام الوصول عبر النطاق العريض المتنقل.»

## ملاك أجهزة الحاسوب اللوحية
تساهم أجهزة الحاسوب اللوحية، رغم أنها لم تنتشر بعد بشكل كبير، بالفعل بنسبة 2% من كل حركات مرور تصفح الويب في الولايات المتحدة. وهذه الحركة مستمدة تقريبًا بشكل حصري من خلال أجهزة آي باد، والتي تسببت فيما يزيد على 97% من كل حركة مرور أجهزة الحاسوب اللوحية في النصف الثاني من عام 2011. وخلال تلك الفترة، بدأت أجهزة آي باد في الاستحواذ على نسبة أكبر من حركة المرور على الإنترنت من أجهزة آي فون (46.8% مقابل 42.6% لحركة المرور الناجمة عن كل الأجهزة التي تستخدم آي أو إس (iOS).
في الولايات المتحدة، يبدو على مستخدمي أجهزة الحاسوب اللوحية بصفة كبيرة السمات السكانية التي تميز من يتبنوا التقنيات المبكرة: أي الذكور من الشباب (49.5% منهم أقل من عمر 34 عامًا) ويكون لهم دخل أكبر من المتوسط (45.9% منهم ينتمون إلى العائلات التي تحقق 100000 دولار أمريكي أو أكثر كدخل سنوي).
في هذه الفترة الزمنية، يقول أكثر من نصف مستخدمي أجهزة الحاسوب اللوحية إنهم استخدموا أجهزة الحاسوب اللوحية الخاصة بهم مرة واحدة على الأقل في الشهر السابق لإجراء أنشطة مثل التواصل الاجتماعي والتسوق عبر الإنترنت وقراءة الأخبار وعرض مقاطع الفيديو من أجل الترفيه. ومع استمرار الاتجاه الحالي لموفري المحتويات من خلال تحسين مواقعهم لاستخدامها من قبل أجهزة الحاسوب اللوحية وعمل تطبيقات خاصة بأجهزة الحاسوب اللوحية، من المحتمل أن يتفاعل مالكو أجهزة الحاسوب اللوحية مع هذه الأجهزة بشكل أكبر.

## التداعيات على التسويق والمعلنين والناشرين
رغم أن مراسلة مجموعة من العملاء المتصلين الذين يتنقلون دون عناء بين حياتهم على الإنترنت وحياتهم الواقعية على الأرض قد يبدو أمرًا فوضويًا ومعقدًا وصعب المنال، إلا أنه يوفر الفرص التي لم يكن من المتوقع في الماضي أن تكون متاحة.إن تنفيذ الإعلام والشراء عن طريق الإعلام أمران آخذان في التنامي كدوافع للإبداعية الجديدة للقائمين على التسويق، حيث يمثل كل هاتف ذكي وجهاز حاسوب لوحي وأي جهاز آخر متصل غطاءً فريدًا لمشاركة الإعلام. وتكون العلامات التجارية التي تقوم بإدارة إستراتيجية التواصل الخاصة بها بشكل إستراتيجي عبر مصفوفة التواصل المتكاملة هذه في أفضل وضعية ممكنة لخلق الولاء للمنتجات على المدى البعيد والمشاركة القوية مع العملاء. ويستخدم العملاء مجموعة كاملة من الأجهزة الرقمية الآن ويجب أن يفهم القائمون على التواصل الثقافي هذه الأنماط من أجل تطوير تواصل تزايدي وغير مكرر لتغطية النظام البيئي الرقمي بشكل كامل.